# Опера Лепелетье
Опера́ Лепелетье́ (фр. Salle Le Peletier / Opéra Le Peletier) — оперный театр в Париже, действовавший с 1821 по 1873 год. На протяжении своего существования театр именовался по-разному.
Театр, находившийся на улице Лепелетье, дом № 12, был спроектирован и построен архитектором Франсуа Дебре на месте сада отеля De Choiseul. Зал был рассчитан на 1800 мест. Особенности конструкции обеспечивали хороший звук.
Театр был уничтожен пожаром в ночь с 28 на 29 октября 1873 года. Пожар продолжался 24 часа и нанёс огромный ущерб. Потеря здания ускорила работы по возведению Опера Гарнье, начавшиеся в 1860 году. До 5 января 1875 года, когда был открыт новый театр, труппа выступала в зале Вантадур. 
В 1858 году в театре состоялась одна из самых известных игр в истории шахмат — оперная партия Морфи. Игра проходила в личной ложе герцога Брауншвейгского во время исполнения оперы «Норма».

## Премьеры
- 3 августа 1829 — «Вильгельм Телль», опера Джоаккино Россини
- 12 марта 1832 — «Сильфида», балет Жана Шнейцхоффера
- 29 февраля 1836 — «Гугеноты», опера Джакомо Мейербера
- 28 июня 1841 — «Жизель», балет Адольфа Адана
- 23 января 1856 — «Корсар», балет Адольфа Адана
- 26 ноября 1860 — «Бабочка», балет Марии Тальони
- 25 мая 1870 — «Коппелия», балет Лео Делиба